# Andreas Schytte
Andreas Schytte (døbt Anders Schytte) (16. august 1726 – 27. august 1777) var en dansk statsvidenskabelig professor og forfatter.
Han blev begravet på Sorø Gamle Kirkegård.

## Karriere
Han blev født i Uggerslev på Fyn, hvor hans fader, Rasmus Andersen Schytte, var præst; hans moder hed Johanne Cathrine (født Faber). Schytte blev student fra Odense 1744, tog teologisk embedseksamen 1750 og var så huslærer for en hofjunker Caspergaard, med hvem han først opholdt sig nogen tid ved Sorø Akademi og siden gjorde en 3-årig udlandsrejse.
Derefter kom han til at tage fast bo i Sorø, da han 1759, samme år, som han var vendt hjem fra udlandet, blev ansat ved Akademiet som professor i offentlig ret og statsvidenskab (Professor juris publici et politices), og han vedblev at virke her indtil sin død, 27. august 1777. 1774 var han bleven justitsråd.
Schytte blev 15. juni 1763 gift med Karen Kruusberg (født Stæhr) (død 1791), enke efter forvalter Henrik Kruusberg og datter af rådmand A. Stæhr i Århus. Ægteskabet var barnløst.
Selve hans docentvirksomhed kunne på grund af den ringe frekvens ved Akademiet kun komme en snæver kreds til gode; men han indtog en fremragende stilling i den samling af lyse hoveder med varm begejstring for videnskaben, der har bragt Sorø Akademi til at stå så smukt i vort åndslivs historie i det 18. århundrede.
Det er da også et anset navn, han vandt som forfatter, først og fremmest ved 3 større arbejder: Staternes indvortes Regiering i 5 bind (1773-1776), Staternes udvortes Historie i 2 bind (1774-1775) og Danmarks og Norges naturlige og politiske Forfatning, af hvilket værk dog kun
1. bind udkom i samme år, i hvilket han døde.

## Staternes indvortes Historie
Schytte nærede ligesom hans kollega Jens Schielderup Sneedorff høje tanker om statsvidenskabernes betydning, og ligesom Sneedorff derved bragtes til at skrive sit værk om den borgerlige regering, således var det den samme opfattelse, der for Schyttes vedkommende satte frugt i den nys nævnte produktion. Han mente rigtignok, at hvis det skulle lykkes at fremstille stats- og samfundsforhold fyldigt, ville det være nødvendigt at skrive en mængde bind, hvad livet ikke levnede ham tid til; ja selve det afsnit, som han nåede længst med, staternes indre historie, fik han ikke bragt til ende. Men det var dog noget betydeligt, at han fik udgivet 5 bind af dette, der sikkert i alle henseender er det vigtigste af hans værker.
Hvad der måske først falder i øjnene ved dette skrift, er, at det omfatter langt mere, end vi ville vente efter de krav, vi ville stille til et sådant arbejde. Det giver i virkeligheden alt for meget. Når han nemlig gennemgår de enkelte dele af staternes styrelse, som f.eks. finansstyrelsen med oversigt over statsindtægter og statsudgifter og skattevæsenet, eller, for at tage et andet eksempel, hvad han kalder politiet med justitsvæsenet i det hele taget, giver det ham lejlighed til at dvæle ved de forskellige menneskelige sysler, han behandler da både agerbrug, handel, vindskibelighed (produktion) samt oplysning med videnskab og kunst, og alt det fremstiller han historisk, i det han følger udviklingen deraf fra den tidligste tid og illustrerer sin fremstilling med en mangfoldighed af eksempler og citater.

## Kulturhistorie
Værket bliver derved i grunden en hel kulturhistorie. Til at løse denne store opgave havde Schytte i
flere henseender gode forudsætninger. Han sad inde med en meget omfattende læsning i mange forskellige retninger, og han var afgjort en åndrig mand, om end undertiden noget søgt åndrig, med en betydelig fremstillingsevne. Vistnok skrev han mindre korrekt og mindre let end Sneedorff, hans sætningsbygning er ikke altid heldig; men han førte en forbavsende livlig pen, og han fremstiller, hvad han vil sige, med stor klarhed. Den forkærlighed, han har for at meddele pikante udtalelser og karakteristiske træk, liver i høj grad op i den pædagogisk-moraliserende tone, som værkets plan let fører med sig.
Videnskabelig taget kan der indvendes adskilligt imod Schyttes værk. For slet ikke at tale om, hvad der følger af sig selv, at man nu ikke kan lære noget af denne naturligvis forældede bog, så skorter det jævnlig på tilstrækkelig skarphed i tanken og i begrebsbestemmelserne, forfatteren har ej heller undgået adskillige gentagelser og på visse steder selvmodsigelser. Også må man i det hele ikke tænke sig værket som grundlæggende noget nyt. Men man har endnu den dag i dag ved at læse det en behagelig følelse af at stå lige over for en ualmindelig livlig intelligent mand, der ønsker at meddele sin samtid belæring af den betydelige viden, han har erhvervet sig.
Og visselig kunne hans samtid lære meget af et sådant skrift på en mængde områder, så meget mere som kundskaben tilbødes i en tiltalende form. Det har virkelig været en stor mængde kundskab, Schytte har
sat i omløb både hos sine tilhørere og hos læserne iblandt hans dannede samtidige. Han er populær forfatter i dette ords bedste forstand på en lignende måde, hvorpaa Ludvig Holberg havde været det.

## Montesquieu
Undersøgelser over statssamfundenes oprindelse og statsforfatningernes væsen og værd var i en del af det 18. århundrede yndlingsemner for dem, der syslede med statsvidenskaberne, og Schytte kom da også ind herpå. For ham som for alle her hjemme var Montesquieus De l'esprit des lois (Lovens ånd) det banebrydende værk med hensyn til sligt. Det var fra det, de havde modtaget den befrugtende indflydelse, selv om de også i meget var uenige med dets berømte forfatter, og næppe har nogen udtalt sin anerkendelse deraf i stærkere udtryk end Schytte.
Påvirkningen fra Montesquieu er da også let at påvise, især i værkets 1. del. Det er sikkert den, det skyldes, at han med hensyn til opfattelsen af statssamfundenes dannelse fjerner sig fra den da almindelige mening, som naturretslærerne havde bragt i kurs, og som man også træffer hos Jean-Jacques Rousseau, at de havde deres oprindelse i et fælles samtykke hos dem, der dannede dem, eller i, hvad der kaldtes en pagt.
Man mærker også tydelig Montesquieus indflydelse ved Schyttes fremstilling af, hvad han kaldte grundstøtterne for en stat, hvorved han forstod det samme, som Montesquieu kaldte ledende principper; han opstillede nemlig paa den franske forfatters vis æren som grundstøtten i monarkierne, ligesom frygten var det i de despotiske stater, og ligheden, grundet på dyden, var republikkens grundstøtte. Men mens Montesquieu som vel bekendt rokkede det enevældige monarkis grundpiller ved sin berømte fremstilling af den engelske forfatnings fortrin, stillede Schytte sig, ligesom hans forgænger Sneedorff havde gjort, ubetinget under monarkiets fane.

## Konservatisme og royalisme
Han er, når han kommer ind på politikken, til trods for den interesse, han har for Englands forhold, og den sympati, med hvilken han kan tale om oldtidens republikker eller om samtidige schweitserske tilstande, dog så loyal en dansk royalist, som nogen kunne være det. Han véd intet skønnere end overdragelsen af enevælden til Frederik 3., intet mere tiltalende end de danske kongers styrelse, og han finder, at når enevælden er forenet med kollegiestyrelse, giver den det bedste værn for undersåtternes Lykke og deres borgerlige, ja endog deres politiske frihed.
Det er derfor i det hele langt fra, at Schyttes værk har bragt fart i den politiske eller sociale bevægelse her hjemme. Tvært imod, han passer i mange henseender udmærket ind i den tid, da han skrev sine arbejder, nemlig det guldbergske tidsrum. Således ved den styrke, hvormed han fremhæver statsinteressen ved fastsættelsen af individernes stilling i samfundet og til hverandre, og ved det statstilsyn, som han kræver på mange vigtige punkter. Derfor vil han bl.a. have pressen under skarp kontrol, og derfor er han også i høj grad konservativ med hensyn til landbospørgsmålet.
Hvor tit han end fremhæver den personlige friheds store betydning, var han dog, når han skulle behandle de samtidige forhold her i landet, af den mening, at bonden havde så megen frihed, som "Regeringsformen, hans Stand og Forretninger krævede", og han var ikke kommen ud over at opfatte bonden som herremandens tyende. Og samtidig var han en svoren fjende af den fritænkerske udvikling i datiden, der af ham betegnes som tøjlesløs frækhed, i det han tillige ret ejendommelig mener, at den kan få farlige politiske virkninger. "Man begynder", siger han, "med Religionen, man ender med Staterne, vi have Fritænkere i begge." Overvejende var det dog af rent religiøse Grunde, at han var fritænkeriets fjende, thi han hørte religiøst ganske til samme positivt kristelige retning som Peder Rosenstand-Goiske, Ove Høegh-Guldberg og Nicolai Edinger Balle, selv om han betegnende nok, når han taler om etiske emner, langt mere henter eksempler og citater fra den klassiske oldtid end fra det nye Testamente og kirkens historie.
Men hvor lidt nyt Schytte end altså har sat ind, set fra denne side, har han dog betydelig interesse, ikke alene ved sin fremstilling og den mangesidige kundskab, han viser, men også ved det tiltalende indtryk af en ædel human natur, der slår os i møde ved hans skrifter, og ved den fordomsfrihed og sunde sans, hvormed han behandler mange enkelte spørgsmaal. Han har derved gjort sit til at sætte frugtbare tanker i omløb.

## Andre værker
I sammenligning med Staternes indvortes Historie har de 2 andre nævnte værker af ham noget mindre interesse; men det bør dog nævnes, at skildringen af Staternes udvortes Historie er en med stor klarhed og i al sin sammentrængthed med virkeligt liv skrevet fremstilling af den internationale historie fra den westfalske fred til 1763, der var noget virkelig nyt i vor litteratur og var ypperlig skikket til at give datidens læsere et billede af Europas nyere politiske historie.